# Guadalcanal Diary (Band)
Guadalcanal Diary ist eine Alternative-Rock-Band aus Marietta (Georgia). Die Band wurde 1981 gegründet und löste sich 1989 auf. 1997 kam es zu einer Wiedervereinigung, neue Musik wurde jedoch nicht veröffentlicht. Nach einer erneuten Trennung 2000 trat die Band 2011 an einem Festival in Athens in Georgia auf, wo das 30-jährige Bandjubiläum gefeiert wurde.

## Geschichte
Mitglieder der Band sind Murray Attaway (Gesang und Gitarre), Jeff Walls (Gitarre), Rhett Crowe (Bass) und John Poe am Schlagzeug.
Die Band, die in der klassischen Besetzung Gesang, zwei Gitarren, Bass und Schlagzeug auftrat, war unter wirtschaftlichen Gesichtspunkten nicht erfolgreich, ihr Werk wurde aber von den Musikkritikern überwiegend positiv aufgenommen. Das Album 2X4 wurde vom Paste Magazin unter die besten 80 Alben der 1980er-Jahre aufgenommen.

## Stil
Die Musik der Band wird teilweise gemeinsam mit R.E.M., Tom Petty und anderen in die Schublade Jangle-Pop eingeordnet.

## Diskografie

### Alben
- 1984: Walking in the Shadow of the Big Man (Elektra Records)
- 1986: Jamboree (Elektra)
- 1987: 2X4 (Elektra)
- 1989: Flip-Flop (Elektra)
- 1999: Live at Your Birthday Party (Live-Album)

### EPs
- 1983: Watusi Rodeo (Entertainment On Disk Records)

### Singles
- 1985: Trail Of Tears
- 1985: Watusi Rodeo
- 1986: Spirit Train / Cattle Prod
- 1987: Litany
- 1987: Get Over It
- 1987: Lips Of Steel
- 1989: Always Saturday / Kiss Of Fire
- 1989: Pretty Is As Pretty Does